# Izel-lès-Équerchin
Izel-lès-Équerchin és un municipi francès situat al departament del Pas de Calais i a la regió dels Alts de França. L'any 2007 tenia 896 habitants.

## Demografia

### Població
El 2007 la població de fet d'Izel-lès-Équerchin era de 896 persones. Hi havia 343 famílies de les quals 75 eren unipersonals (20 homes vivint sols i 55 dones vivint soles), 102 parelles sense fills, 154 parelles amb fills i 12 famílies monoparentals amb fills.
La població ha evolucionat segons el següent gràfic:
Habitants censats

### Habitatges
El 2007 hi havia 369 habitatges, 351 eren l'habitatge principal de la família, 1 era una segona residència i 16 estaven desocupats. 368 eren cases i 1 era un apartament. Dels 351 habitatges principals, 318 estaven ocupats pels seus propietaris, 30 estaven llogats i ocupats pels llogaters i 4 estaven cedits a títol gratuït; 2 tenien una cambra, 3 en tenien dues, 22 en tenien tres, 92 en tenien quatre i 233 en tenien cinc o més. 287 habitatges disposaven pel capbaix d'una plaça de pàrquing. A 126 habitatges hi havia un automòbil i a 187 n'hi havia dos o més.

### Piràmide de població
La piràmide de població per edats i sexe el 2009 era:
| Homes | Edats   | Dones |
| ----- | ------- | ----- |
| 0     | 95 o +  | 0     |
| 4     | 90 a 94 | 4     |
| 4     | 85 a 89 | 4     |
| 0     | 80 a 84 | 0     |
| 16    | 75 a 79 | 24    |
| 20    | 70 a 74 | 32    |
| 20    | 65 a 69 | 24    |
| 28    | 60 a 64 | 28    |
| 24    | 55 a 59 | 24    |
| 32    | 50 a 54 | 20    |
| 44    | 45 a 49 | 40    |
| 32    | 40 a 44 | 28    |
| 24    | 35 a 39 | 20    |
| 40    | 30 a 34 | 32    |
| 24    | 25 a 29 | 12    |
| 16    | 20 a 24 | 8     |
| 37    | 15 a 19 | 16    |
| 12    | 10 a 14 | 16    |
| 8     | 5 a 9   | 28    |
| 32    | 0 a 4   | 12    |

## Economia
El 2007 la població en edat de treballar era de 595 persones, 417 eren actives i 178 eren inactives. De les 417 persones actives 398 estaven ocupades (216 homes i 182 dones) i 19 estaven aturades (14 homes i 5 dones). De les 178 persones inactives 70 estaven jubilades, 65 estaven estudiant i 43 estaven classificades com a «altres inactius».

### Ingressos
El 2009 a Izel-lès-Équerchin hi havia 355 unitats fiscals que integraven 926,5 persones, la mediana anual d'ingressos fiscals per persona era de 19.878 €.

### Activitats econòmiques
Dels 17 establiments que hi havia el 2007, 1 era d'una empresa alimentària, 4 d'empreses de construcció, 3 d'empreses de comerç i reparació d'automòbils, 1 d'una empresa de transport, 3 d'empreses d'hostatgeria i restauració, 1 d'una empresa immobiliària, 1 d'una empresa de serveis, 1 d'una entitat de l'administració pública i 2 d'empreses classificades com a «altres activitats de serveis».
Dels 6 establiments de servei als particulars que hi havia el 2009, 1 era un paleta, 2 lampisteries, 1 empresa de construcció, 1 perruqueria i 1 restaurant.
L'únic establiment comercial que hi havia el 2009 era una fleca.
L'any 2000 a Izel-lès-Équerchin hi havia 17 explotacions agrícoles que ocupaven un total de 657 hectàrees.

## Equipaments sanitaris i escolars
El 2009 hi havia una escola elemental.

## Poblacions més properes
El següent diagrama mostra les poblacions més properes.